# Western (Fiji)
Western (Fijisch-Hindoestani: Pachchhim vibhaag) is een van de vier divisies van Fiji. Het is 6.360 km² groot en heeft 317.376 inwoners (2007). De hoofdstad is Lautoka.
Western beslaat voor het grootste gedeelte het eiland Viti Levu en is onderverdeeld in drie provincies: Ba, Nadroga-Navosa en Ra.
Divisies: Central · Eastern · Northern · Western

Provincies: Ba · Bua · Cakaudrove · Kadavu · Lau · Lomaiviti · Macuata · Nadroga-Navosa · Namosi · Naitasiri · Ra · Rewa · Serua · Tailevu

Dependency: Rotuma